# Philippe Séguin

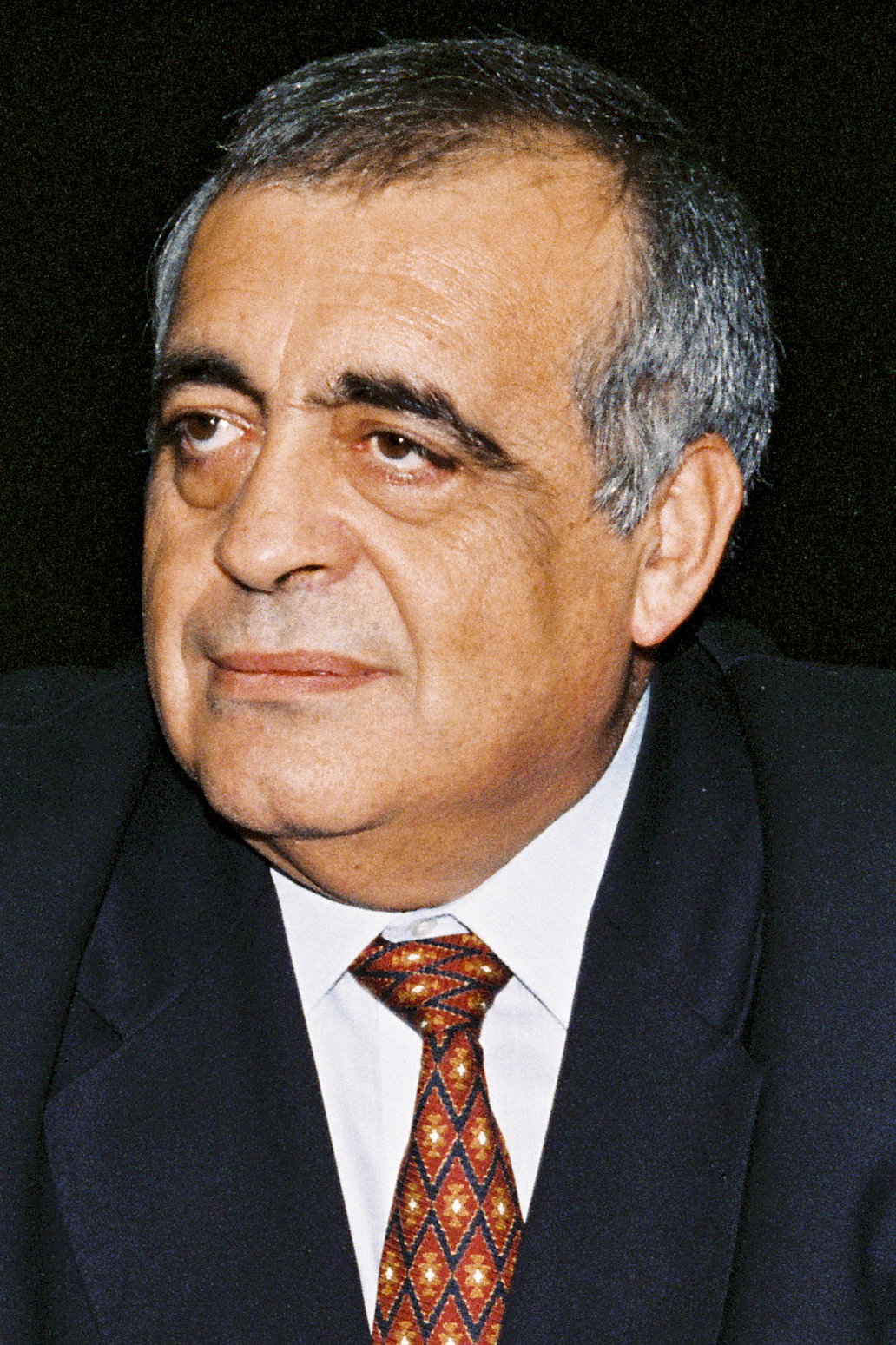
Philippe Séguin (1997)

Philippe Séguin [se.gɛ̃] (* 21. April 1943 in Tunis, Französisches Protektorat Tunesien; † 7. Januar 2010 in Paris) war ein französischer Politiker. In seiner Karriere war er Arbeits- und Sozialminister (1986–88), Präsident der Nationalversammlung (1993–97), Vorsitzender der gaullistischen Partei RPR (1997–99). Vom 21. Juli 2004 bis zu seinem Tod war er Präsident des französischen Rechnungshofs Cour des comptes.

## Herkunft und Bildung
Séguins Eltern waren französische Siedler (Pieds-noirs) im damaligen französischen Protektorat Tunesien. Der Vater Robert Séguin diente im 4e régiment de tirailleurs tunisiens (4. tunesisches Schützenregiment) und kämpfte im Zweiten Weltkrieg aufseiten der Forces françaises libres unter Charles de Gaulle. Er fiel im September 1944 im Zuge der Befreiung Frankreichs. Séguin hatte daher den Status eines pupille de la Nation („Mündel der Nation“, d. h. unter staatlicher Fürsorge stehende Kriegswaise). Er nahm am 11. November 1949 im Alter von sechseinhalb Jahren in Tunis die militärischen Orden entgegen, die seinem fünf Jahre zuvor bei der Befreiung Frankreichs gefallenen Vater postum verliehen worden waren.
Séguin besuchte das Lycée Carnot in Tunis. Nach der Unabhängigkeit Tunesiens 1956 zog seine Mutter mit ihm nach Südfrankreich, wo er das Lycée Alphonse Daudet in Nîmes und das Lycée in Draguignan besuchte. Er studierte an der Ecole normale d'instituteurs im Département Var und an der Universität Aix-en-Provence Geschichte, schloss mit einer licence und einem diplômé d’études supérieures (DES). Er absolvierte das Institut d’études politiques d’Aix-en-Provence (Sciences Po Aix) und die Elitehochschule École nationale d’administration als Mitglied des Jahrgangs « Robespierre » (Januar 1968 bis Mai 1970), war also ein Studienkollege von Jacques Attali und Louis Schweitzer. Nach seinem Abschluss wurde er Kommissar am Cour des Comptes (Rechnungshof). Von 1971 bis 1977 lehrte er zudem als Dozent am Sciences Po de Paris.

## Anfänge in der Politik
Séguin entwickelte sich zum glühenden Gaullisten und beschwor „mit klirrender Rhetorik“ große Gestalten der nationalen Geschichte wie Jeanne d’Arc, Napoleon und Charles de Gaulle. Er trat 1965 der gaullistischen Partei Union pour la Nouvelle République (UNR) bei, aus der 1968 die Union pour la défense de la République (UDR) hervorging. Ab 1973 war er im Generalsekretariat des Präsidialamts unter Staatspräsident Georges Pompidou tätig. Während der Präsidentschaft Valéry Giscard d’Estaings wurde er 1974 stellvertretender Abteilungsleiter für Sport im Ministerium für Lebensqualität, bevor er 1975 zum Rechnungshof zurückkehrte. Aus der UDR ging 1976 das Rassemblement pour la République (RPR) unter Führung Jacques Chiracs hervor. 1977/78 arbeitete er im Stab des Premierministers Raymond Barre.

## Abgeordneter, Bürgermeister und Minister
Bei der Parlamentswahl 1978 wurde Séguin als Abgeordneter des 1. Wahlkreises des Départements Vosges in die Nationalversammlung gewählt, 1981 gelang ihm die Wiederwahl. Anschließend war er bis 1986 Vizepräsident der Nationalversammlung. Von 1983 bis 1997 war er Bürgermeister der Stadt Épinal. Unter Premierminister Jacques Chirac war er von 1986 bis 1988 Minister für Soziales und Beschäftigung (Ministre des Affaires sociales et de l'Emploi).
Nach dem Regierungswechsel 1988 nahm er wieder sein Abgeordnetenmandat wahr. Er bewarb sich um den Vorsitz der RPR-Fraktion, unterlag aber mit einer Stimme Unterschied Bernard Pons, dem Favoriten des Parteivorsitzenden Chirac. Innerhalb der RPR war Séguin Anführer des Flügels der „sozialen Gaullisten“, die deshalb auch « séguinistes » genannt wurden. Auf dem Parteitag in Le Bourget im Februar 1990 brachte er gemeinsam mit Charles Pasqua einen Programmentwurf ein, der eine Rückbesinnung auf die populistischen und sozialen Prinzipien des Gaullismus forderte und einen weiteren Ausbau europäischer Institutionen ablehnte. Dieser Antrag wurde von 31,4 % der Delegierten unterstützt. Eine Zwei-Drittel-Mehrheit stellte sich jedoch hinter Chirac und Alain Juppé. Séguin und Pasqua waren außerdem Wortführer der Gegner des EU-Vertrags von Maastricht (1992) in der Partei.

## Parlamentspräsident und Parteivorsitzender

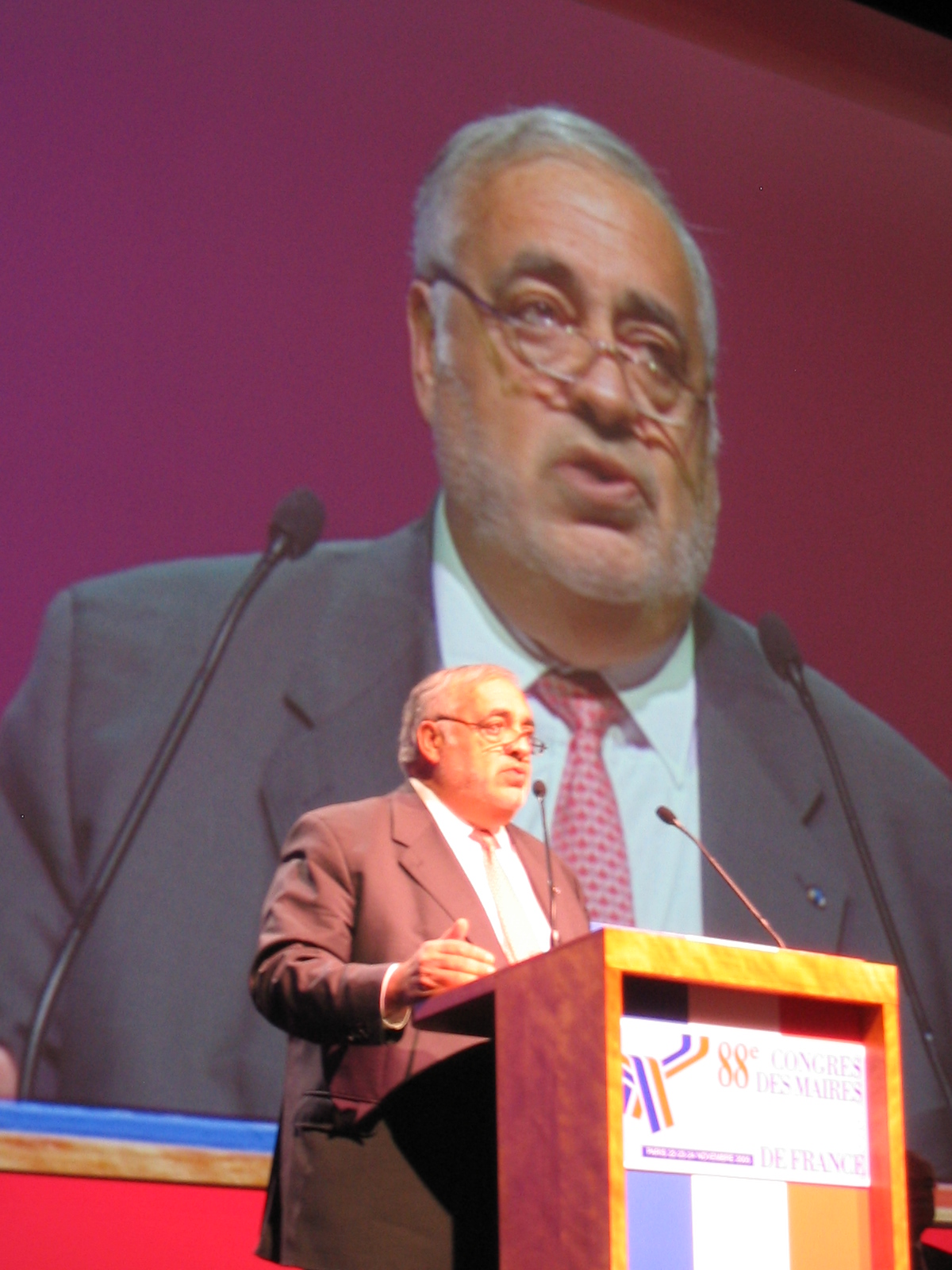
Philippe Séguin auf dem Kongress der französischen Bürgermeistervereinigung im November 2005

Von 1993 bis 1997 war Séguin Präsident der französischen Nationalversammlung.
Im Februar 1994 (gut ein Jahr vor der Präsidentschaftswahl, bei der François Mitterrand nicht wieder antrat) schrieb Der Spiegel:

„Philippe Seguin war Wortführer der französischen Gegner des Maastricht-Vertrags, die beim Europa-Referendum am 20. September 1992 knapp mit 48,95 Prozent verloren. Die Kampagne, die in einer TV-Debatte mit Staatspräsident Francois Mitterrand gipfelte, machte den früheren Sozialminister zu einer nationalen Figur. Ein Jahr nach der Volksabstimmung bekannten sich in Umfragen 54 Prozent der Franzosen auf der Seguin-Linie gegen Maastricht. (…) Seguin (…) vertritt einen nach links offenen Gaullismus. Seine protektionistischen Tendenzen haben dem von Le Monde als ‚le colosse‘ charakterisierten Bürgermeister von Epinal den Vorwurf des Nationalismus und Populismus eingetragen. Nach dem Wahlsieg der Rechten im März 1993 ließ sich der populäre, selbstbewußte Nonkonformist statt eines Ministeriums das Amt des Parlamentspräsidenten geben. Von diesem parteipolitisch neutralen Sockel aus könnte Seguin, 50, Kompromißkandidat der Rechten für die Präsidentschaftswahlen 1995 werden – falls die Top-Anwärter Jacques Chirac und Édouard Balladur einander blockieren.“

Tatsächlich traten sowohl Chirac als auch Balladur bei der Präsidentschaftswahl an. Séguin unterstützte die Kandidatur des letztlich siegreichen Jacques Chirac, der sich im Wahlkampf dem sozialen Gaullismus annäherte, anschließend aber nicht Séguin, sondern den liberalen Reformer Alain Juppé zum Premierminister ernannte. Juppé wurde als Nachfolger Chiracs auch Parteivorsitzender der RPR. Nach der Niederlage der Mitte-rechts-Parteien bei der Parlamentswahl 1997, bei der Séguin seinen Sitz verteidigte, forderte er gemeinsam mit dem Parteiflügel von Balladur und Nicolas Sarkozy den Rücktritt des Parteivorsitzenden Juppé. Anschließend wählte ein außerordentlicher Parteitag am 6. Juli 1997 Séguin mit 78,85 % der Delegiertenstimmen (bei fünf Gegenkandidaten) zum Vorsitzenden der RPR. Sein Amt als Bürgermeister von Épinal legte er im November 1997 nieder.
Séguin ließ die Satzung der Partei ändern und führte eine Urwahl des Vorsitzenden durch die Mitglieder ein. Eine solche Urwahl fand erstmals am 13. Dezember 1998 statt: Séguin trat als einziger Kandidat an und wurde mit 95,07 % der Stimmen im Amt bestätigt. Im Februar 1999 wurde er als Spitzenkandidat seiner Partei für die Europawahl 1999 ausgewählt. Am 16. April 1999 trat er jedoch vom Parteivorsitz zurück und verzichtete auch auf die Kandidatur bei der EU-Wahl. Anders als sein einstiger Mitstreiter Charles Pasqua wechselte Séguin aber nicht zum souveränistischen Rassemblement pour la France (RPF), sondern blieb der RPR treu.
Bei den Kommunalwahlen im März 2001 kandidierte er vergeblich für das Amt des Bürgermeisters von Paris. Séguin war der offizielle Kandidat der Mitte-rechts-Parteien RPR, UDF und DL. Gegen ihn trat jedoch der Amtsinhaber Jean Tiberi an, der nach einem Finanzskandal aus der RPR ausgeschlossen worden war. So war das bürgerliche Lager gespalten. Séguin kam im ersten Wahlgang auf 25,7 %, im zweiten auf 33,4 %. Bertrand Delanoë gewann die Wahl und wurde der erste sozialistische Bürgermeister der Hauptstadt. Séguin wurde jedoch in den Gemeinderat von Paris gewählt, wo er den Vorsitz der RPR-Fraktion übernahm. Im Juni 2002 schied er aus der Nationalversammlung aus. Wegen Meinungsverschiedenheiten mit seiner Partei zog sich Séguin im Oktober 2002 aus der aktiven Politik zurück und legte auch sein Mandat im Pariser Gemeinderat nieder. Bereits im September 2002 hatte er seine Tätigkeit beim Rechnungshof wieder aufgenommen.

## Präsident des Rechnungshofes

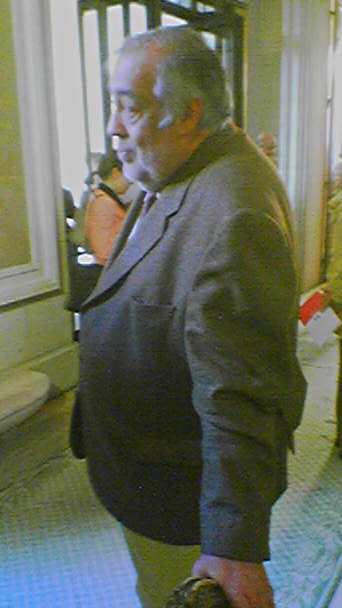
Séguin im Jahr 2005

2004 wurde er Präsident des Rechnungshofes. Séguin wurde auf Vorschlag von Nicolas Sarkozy vom damaligen Staatspräsidenten Jacques Chirac ernannt. Im Jahr 2007 bot Sarkozy ihm nach seiner Wahl zum Staatspräsidenten an, Minister im Kabinett Fillon II unter Premierminister François Fillon zu werden. Séguin lehnte dies ab und zog es vor, Präsident des Rechnungshofes zu bleiben. Im Februar 2008 wurde Séguin Vorsitzender der Stadionkommission für die Fußball-Europameisterschaft 2016.
In der Nacht vom 6. auf den 7. Januar 2010 erlag Séguin einem Herzinfarkt. In den Medien wurde er als wichtiger Vertreter einer europaskeptischen Minderheit innerhalb seiner Partei gewürdigt.
Zu seinem Nachfolger ernannte der damalige Präsident Nicolas Sarkozy den Politiker Didier Migaud (* 1952).

## Werke
- C’est quoi, la politique ? Paris 1999, ISBN 2-226-11019-4.
- Warum Frankreich Europa will. 1996, ISBN 3-421-05062-7.
- Discours encore et toujours républicains : de l’exception française. Paris 1994, ISBN 2-207-24304-4.
- Itinéraire dans la France d’en bas, d’en haut et d’ailleurs. Éditions du Seuil, Paris.
- Un premier président dans la République : Discours 2004–2009. Vorwort von Didier Magaud. Verlag La Documentation Française, Paris 2011, ISBN 978-2-11-008477-4.